# Staryna (rejon miński)
Staryna (biał. Старына, ros. Старина) – wieś na Białorusi, w obwodzie mińskim, w rejonie mińskim, w sielsowiecie Kołodziszcze.